# Vitrinorbis
Vitrinorbis is een geslacht van weekdieren uit de klasse van de Gastropoda (slakken).

## Soorten
- Vitrinorbis arabscripta Rolán & Rubio, 1996
- Vitrinorbis callistus Pilsbry & Olsson, 1952
- Vitrinorbis diegensis (Bartsch, 1907)
- Vitrinorbis elegans Olsson & McGinty, 1958
- Vitrinorbis galloensis Pilsbry & Olsson, 1952